# Bellefond (Côte-d'Or)
Bellefond es una comuna francesa situada en el departamento de Côte-d'Or, en la región Borgoña-Franco Condado.

## Demografía
| 217 | 209 | 274 | 481 | 677 | 724 | 876 |
| Para los censos de 1962 a 1999 la población legal corresponde a la población sin duplicidades (Fuente: INSEE [Consultar]) |     |     |     |     |     |     |